# Limnaecia monoxantha
Limnaecia monoxantha là một loài bướm đêm thuộc họ Cosmopterigidae. Nó được tìm thấy ở Úc.